# Christian Cederfeld de Simonsen (1895-1985)
 Der er flere personer med dette navn, se Christian Cederfeld de Simonsen (politiker).
Hans Christian Carl Frederik Cederfeld de Simonsen (født 16. februar 1895 i København, død 23. november 1985) var en dansk godsejer og hofjægermester, far til Hans Cederfeld de Simonsen. 
Han var søn af kammerherre, hofjægermester, stamhusbesidder H.C.F.W. Cederfeld de Simonsen og hustru Benny født Treschow, blev student 1914 og sekondløjtnant 1917, bedrev landbrugsstudier hjemme og i USA, blev 1922 leder af avlsbrugene på Erholm og Søndergårde hovedgårde, var ejer af Erholm gods (det afløste stamhus Erholm) 1936-69, derefter ejer af Erholm skovdistrikt. 1936 blev han hofjægermester. Han var formand for Tolvmandsforeningen af 4. December 1928 og for bestyrelsen for Aarup Ungdomshjem, medlem af bestyrelsen for Dansk Slægtsgårdsforening, for Dansk Skatteborgerforening og for Aarup Elektricitetsværk samt repræsentant i Det gensidige fyenske Brandassuranceselskab.
Han blev gift 12. februar 1924 i Fredericia med Ingeborg Margrethe Korch (14. juli 1900 i Fredericia - 24. februar 1981), datter af fabrikant, vicekonsul Johan Korch og hustru Ingeborg født Andresen.